# Glaciar Otemma
El glaciar Otemma se encuentra en Suiza, en el cantón de Valais. Se ubica en la parte suroeste de los Alpes del Valais, junto a la frontera con Italia, al sur del Pigne d'Arolla. Tiene 8 km de largo y 1 km de ancho. El glaciar y sus neveros tienen una superficie de 16 km2. El río Dranse de Bagnes emerge del glaciar Otemma. Sus aguas se recogen en el lago de Mauvoisin antes de continuar hacia el Ródano.

## Geografía

### Características físicas

Evolución del glaciar en metros. En verde, las diferencias de longitud acumuladas. En rojo, las variaciones anuales de longitud.

El origen del glaciar son los neveros del flanco sur/sudeste del Pigne d'Arolla (3790 m). A unos 3100 m, el hielo se divide en dos partes: una que va hacia el suroeste para formar el glaciar Otemma y otra que va hacia el noreste para unirse al glaciar de Arolla. El puerto de Charmotane (3037 m) establece el límite entre los dos glaciares. A unos 3000 m de altitud, el glaciar Otemma recibe al glaciar pequeño monte Collon, situado al sur de la cumbre del mismo nombre. El glaciar Otemma está bloqueado al sur por la cumbre de la Singla (3714 m) y al norte por los picos del Brenay (3711 m). La lengua del glaciar termina a una altitud de unos 2500 m (en 2007), a la altitud de la punta Otemma (3403 m). Un poco más al noreste, los glaciares Bunchen y Aiguillette, que fluyen en dirección sur/norte, terminan en el glaciar Otemma.

### Evolución
Durante la Pequeña Edad de Hielo, el glaciar Aouille se unió a él cerca de la posición actual de la lengua de hielo, pero ahora se ha retirado hacia el lado que marca la frontera con Italia. Más abajo en el valle, el glaciar Epicoune también formaba parte del glaciar Otemma. El glaciar Crête Sèche, que ahora está en claro retroceso por un valle perpendicular, también formaba parte del sistema glaciar de la zona.
Desde la Pequeña Edad del Hielo, el glaciar Otemma ha retrocedido tres kilómetros, provocando en ocasiones la aparición de un lago glaciar cuyas rupturas de hielo provocaron inundaciones repentinas en el valle de Bagnes.

## Actividades
El glaciar Otemma forma parte de la Haute Route, entre Chanrion y Zermatt.